# Know Your Enemy (Green Day)
Know Your Enemy è un singolo del gruppo musicale statunitense Green Day, pubblicato il 16 aprile 2009 come primo estratto dall'ottavo album in studio 21st Century Breakdown.
Il video del singolo è uscito il 24 aprile 2009 in anteprima per MTV. Il singolo in digitale è stato pubblicato il 16 aprile, mentre quello vero e proprio (inteso come CD) è stato pubblicato il 17 aprile, insieme con la b-side "Lights Out", che non è contenuta nell'album. Inoltre è stata la sigla d'apertura dello show di wrestling WWE Friday Night Smackdown!
È diventato il primo singolo a debuttare direttamente al primo posto della classifica Rock Songs.

## Video musicale
Il video musicale è stato diretto da Mathew Cullen. L'ambientazione è Los Angeles e il video è stato girato di notte. I Green Day suonano dal vivo, ma non c'è nessun altro ad ascoltarli. La band è sorvegliata da elicotteri, simbolo del regime di paura che si è creato e di cui parla il testo della canzone.

## Tracce
CD Single
1. Know Your Enemy - 3:12
2. Lights Out - 2:16
3. Hearts Collide - 2:39[9]

Hot Topic limited CD
1. Know Your Enemy - 3:12
2. Lights Out - 2:16

Download digitale
1. Know Your Enemy - 3:12
2. Boulevard of Broken Dreams (live) - 4:24
3. F.O.D. (live) - 2:24

## Formazione
- Billie Joe Armstrong - voce e chitarra
- Mike Dirnt - basso e voce
- Tré Cool - batteria

## Classifiche
| Classifica (2009)             | Posizione massima |
| ----------------------------- | ----------------- |
| Australia                     | 20                |
| Austria                       | 11                |
| Belgio (Fiandre)              | 26                |
| Belgio (Vallonia)             | 34                |
| Canada                        | 5                 |
| Danimarca                     | 34                |
| Germania                      | 14                |
| Irlanda                       | 11                |
| Italia                        | 17                |
| Norvegia                      | 17                |
| Nuova Zelanda                 | 13                |
| Paesi Bassi                   | 62                |
| Regno Unito                   | 21                |
| Stati Uniti                   | 28                |
| Stati Uniti (alternative)     | 1                 |
| Stati Uniti (mainstream rock) | 1                 |
| Stati Uniti (rock)            | 1                 |
| Svezia                        | 10                |
| Svizzera                      | 16                |